# Platythelys paranaensis
Platythelys paranaensis är en orkidéart som först beskrevs av Friedrich Fritz Wilhelm Ludwig Kraenzlin, och fick sitt nu gällande namn av Leslie Andrew Garay. Platythelys paranaensis ingår i släktet Platythelys och familjen orkidéer. Inga underarter finns listade i Catalogue of Life.